# Alexis Smith
Margaret Alexis Smith, född 8 juni 1921 i Penticton, British Columbia i Kanada, död 9 juni 1993 i Los Angeles, Kalifornien, var en kanadensisk-amerikansk skådespelerska.
Hon hade en del skådespelarefarenhet från sommarteatrar i hemlandet under tonåren. Hon studerade vid Los Angeles City College och fick där huvudrollen i en pjäs, uppmärksammades av en talangscout och skrev filmkontrakt med Warner Brothers.
Smith spelade ofta charmiga, men kyliga och beräknande kvinnor, och var bäst i roller som "den andra kvinnan". Hon drog sig tillbaka från filmen i slutet på 1950-talet men gjorde comeback på Broadway under tidigt 1970-tal i musikalen Follies, för vilken hon belönades med en Tony Award. Hon återvände även till filmen efter en bortovaro på femton år.
Från 1944 fram till sin död var hon gift med skådespelaren Craig Stevens.
Smith avled 1993 i hjärncancer.

## Filmografi (urval)
- 1941 – Vingar ovan molnen
- 1942 – Gentleman Jim
- 1943 – Alla himlar öppna sig
- 1945 – Konflikt
- 1946 – Night and Day
- 1946 – Of Human Bondage
- 1947 – En mans brott
- 1948 – Pisksnärten
- 1949 – Sista given
- 1949 – Söder om S:t Louis
- 1950 – Då lagen var maktlös
- 1951 – Här kommer brudgummen
- 1957 – Vackra Jimmy
- 1958 – Idag är jag kär!
- 1959 – De samvetslösa
- 1975 – En gång är inte nog

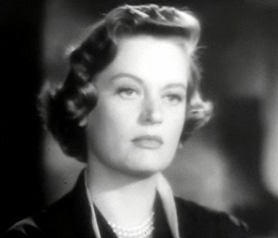
Alexis Smith i en filmtrailer 1953.

- 1976 – Den lilla flickan i huset vid vägens slut
- 1978 – Det stora loppet
- 1985 – Ett mord i Kalifornien
- 1986 – Hårda grabbar
- 1984 – Dallas (TV-serie) (1984-1990)
- 1990 – Skål (TV-serie) (gästroll)
- 1993 – Oskuldens tid